# 72071 Gábor
A 72071 Gábor (ideiglenes jelöléssel 2000 YO33) a Naprendszer kisbolygóövében található aszteroida. Sárneczky Krisztián és Kiss László fedezték fel 2000. december 31-én. Nevét Gábor Dénes (1900 – 1979) Nobel-díjas magyar fizikus után kapta.